# تیسووا (ناحیه تاخوف)
تیسووا (به چکی: Tisová) یک منطقهٔ مسکونی در جمهوری چک است که در ناحیه تاخوو واقع شده‌است. تیسووا ۱۹٫۹ کیلومتر مربع مساحت و ۴۸۲ نفر جمعیت دارد و ۵۰۱ متر بالاتر از سطح دریا واقع شده‌است.